# Zaraza krwistoczerwona
Zaraza krwistoczerwona (Orobanche gracilis Sm.) – gatunek byliny z rodziny zarazowatych (Orobanchaceae). Zaraza krwistoczerwona jest rośliną pasożytniczą.
Żywicielami są rośliny motylkowate (Fabaceae).

## Zasięg występowania
Występuje w Afryce Północnej (Algieria, Maroko), południowej, środkowej i południowo-wschodniej Europie, Turcji i na Kaukazie. W Polsce występuje bardzo rzadko, podana była tylko z Roztocza.

## Morfologia
ŁodygaCzerwonawożółta, pokryta w dolnej części licznymi, jajowatymi łuskami, a w górnej - nielicznymi, podługowatymi, zaostrzonymi.
KwiatyGrzbieciste. Łatki kielicha wolne. Korona kwiatu dzwonkowata, zewnątrz brudnopurpurowa, wewnątrz ciemnokrwista, długości 15–25 mm. Warga dolna trójłatkowa. Pręciki osadzone w nasadzie korony, w dolnej części owłosione, w górnej - ogruczolone. Szyjka słupka ogruczolona. Znamię żółte z purpurowym brzegiem. Zalążnia z 3 guzkami u nasady.

## Zagrożenia i ochrona
Roślina objęta była w Polsce ścisłą ochroną gatunkową w latach 2012–2014.
Roślina umieszczona na Czerwonej liście roślin i grzybów Polski (2006) w grupie gatunków wymarłych (kategoria zagrożenia Ex).